# Chateaubelair
Chateaubelair est une ville de Saint-Vincent-et-les-Grenadines, chef-lieu de la paroisse de Saint-David.